# Pigen og vandpytten
Pigen og vandpytten er en dansk film fra 1958.
- Manuskript Bent Christensen og Werner Hedmann.
- Instruktion Bent Christensen.

Blandt de medvirkende kan nævnes:
- Lily Broberg som Mai Grøndahl/Mai Granner, skuespillerinde
- Preben Mahrt som Erik Torbjørn, skibsreder
- Buster Larsen som teaterdirektør
- Christian Arhoff som Block
- Kjeld Petersen som revyforfatter
- Dirch Passer som fabrikant Munk
- Marguerite Viby som fru Hammer
- Sigrid Horne-Rasmussen som fru Stella
- Bodil Steen som Baronesse Grunenskjold
- Preben Uglebjerg
- Caja Heimann
- Bjørn Puggaard-Müller
- Jørgen Beck